# Шарипзянов, Дамир Амирзянович
Дами́р Амирзя́нович Шарипзя́нов (род. 17 февраля 1996, Нижнекамск, Татарстан) — российский хоккеист, защитник. Игрок и капитан команды Континентальной хоккейной лиги «Авангард». Обладатель Кубка Гагарина 2021. Серебряный призёр Олимпийских игр 2022 года.

## Биография
Воспитанник нижнекамской ДЮСШ по хоккею «Нефтехимик». Принимал участие в детских и юношеских турнирах, первенствах и чемпионатах.
Профессиональную карьеру начал в сезоне 2012/13 с дебюта в МХЛ в составе хоккейного клуба «Реактор». В 2013 году уехал в североамериканскую юниорскую хоккейную лигу Онтарио OHL. За океаном провёл три сезона, выступая за клуб «Оуэн-Саунд Аттак». В августе 2015 года подписал двусторонний контракт с клубом НХЛ — «Лос-Анджелес Кингз».
Сезон 2016/17 отыграл в фарм-клубах «Кингз» в АХЛ — «Онтарио Рейн» и ECHL — «Манчестер Монаркс». В мае 2017 года «Лос-Анджелес» отдал Шарипзянова в аренду «Нефтехимику», в составе которого Шарипзянов дебютировал в КХЛ. В следующем сезоне подписал полноценный контракт с «Нефтехимиком». За три сезона сыграл 182 матча, забросил 18 шайб и сделал 48 результативных передач. В мае 2020 года перешёл в омский «Авангард», в составе которого в сезоне 2020/2021 стал обладателем Кубка Гагарина.
2 ноября 2023 года сделал хет-трик в гостевом матче против СКА (5:3), забросив три шайбы в равных составах уже к 28-й минуте матча. За всю историю КХЛ среди защитников лишь Александр Угольников в 2018 году делал более ранний хет-трик (на 24 сек раньше, чем Шарипзянов). 21 декабря 2023 года сделал 4 голевые передачи в игре против «Сочи» (8:3). 6 февраля 2024 года сделал 4 голевые передачи в матче против СКА (9:5).

## В сборной
В 2014 году в составе молодёжной сборной страны стал победителем Молодёжной суперсерии. Был вызван на молодёжный чемпионат мира 2016, где завоевал серебряные медали турнира. В составе олимпийской сборной России в 2018 году завоевал Кубок Германии. В ноябре 2019 года дебютировал в основном составе национальной сборной России на кубке Карьяла.

## Достижения
- Победитель Subway Super Series: 2014
- Серебряный призёр молодёжного чемпионата мира: 2016
- Обладатель Кубка Гагарина: 2021
- Серебряный призёр Олимпийских игр: 2022

## Статистика
| Легенда | Легенда                    | Легенда | Легенда                   | Легенда | Легенда    |
| ------- | -------------------------- | ------- | ------------------------- | ------- | ---------- |
| И       | Количество проведённых игр | Штр     | Штрафное время            | +/−     | Плюс-минус |
| Г       | Голы                       | П       | Голевые передачи          | О       | Очки       |
| -       | Статистика неизвестна      | —       | Статистика не учитывалась |         |            |

## Награды
- Медаль ордена «За заслуги перед Отечеством» I степени (25 февраля 2022 года) — за высокие спортивные достижения, волю к победе, стойкость и целеустремлённость, проявленные на XXIIV Олимпийских зимних играх 2022 года в городе Пекине (Китайская Народная Республика)[2]
- Заслуженный мастер спорта России (2023)[3]